# Robert de Bonnefoy
Robert de Bonnefoy (29 octobre 1894 - 27 septembre 1946) est un as français de la Première Guerre mondiale crédité de six victoires aériennes.
Après la fin de la guerre, Robert de Bonnefoy a beaucoup de mal à se réinsérer dans la vie civile et souffre de sévères troubles psychologiques liés à son expérience du combat. Il enchaîne les séjours en hôpitaux psychiatriques pendant l'entre-deux-guerres avant de mourir par noyade en 1946 à 51 ans.

## Biographie

### Jeunesse
Robert de Bonnefoy naît le 29 octobre 1894 à Saint-Jean-le-Vieux, dans l'Ain, au sein d'une famille aristocratique (son père, Hubert de Bonnefoy, est vicomte et possède un château). Il naît dans la maison de sa grand-mère, la commune de résidence déclarée de ses parents étant Sainte-Menehould, dans la Marne, où son père est lieutenant au 8e régiment de cuirassiers.
Dans son enfance, Robert de Bonnefoy entretient de mauvaises relations avec son père, un homme qu'il décrit comme violent . En réaction, il devient un élève difficile à son entrée au collège et lors de la suite de sa scolarité. Vers la fin de son parcours scolaire, Robert de Bonnefoy se passionne pour l'aviation et décide de devenir pilote à 17 ans . Il doit cependant essuyer les refus de sa famille. Après avoir obtenu son baccalauréat scientifique, il réussit cependant à décrocher son brevet de pilote civil à l'école Deperdussin le 10 janvier 1913 en payant ses cours avec ses propres économies . Le 11 mars de la même année, Robert de Bonnefoy s'engage pour trois ans dans l'armée et intègre le 5e régiment de cuirassiers, avec comme objectif de devenir officier de cavalerie en passant par l'école de Saumur ou d'intégrer l'aéronautique militaire. Il commence sa carrière militaire comme cavalier de 2e classe avant d'être promu brigadier le 14 février 1914. C'est avec ce grade que Robert de Bonnefoy commence la Première Guerre mondiale.

### Première Guerre mondiale
Après avoir connu les premiers combats de la guerre en Belgique, Robert de Bonnefoy est transféré au 8e régiment de cuirassiers le 4 octobre 1914, après la bataille de la Marne.
Il cherche cependant à passer dans l'aviation, ce qu'il obtient le 11 décembre 1914 lorsqu'il est affecté au 1er groupe d'aviation . Il gagne donc l'école militaire d'aviation de Pau le 10 janvier 1915 puis celle d'Avord le 1er mars 1915. Au cours de sa formation, Robert de Bonnefoy reçoit des appréciations négatives de ses formateurs en raison de son imprudence en vol, au point que le commandant de l'école d'Avord demande à le radier des personnels navigants de l'armée de l'air. La hiérarchie militaire ne suit pas ces recommandations puisque Robert de Bonnefoy reçoit son brevet de pilote militaire le 31 mai 1915. Il arrive à la réserve générale d'aviation du Bourget le 4 juin 1915 et est affecté une semaine plus tard à l'escadrille VB 101 rattachée au 1er groupe de bombardement. Il gagne donc le plateau de Malzéville, près de Nancy.
Pendant huit mois, Robert de Bonnefoy participe à des missions de bombardement en territoire allemand, sur  Karlsruhe, Trèves, Dillingen, Pechelbronn, et à deux reprises sur Sarrebruck. Le 21 août 1915, il est promu au grade de maréchal des logis. Au terme de cette période, il est renvoyé à l'arrière à la fin du mois de janvier 1916 pour devenir instructeur à l'école d'Avord, un poste qu'il cherche rapidement à quitter pour pouvoir retourner au combat.

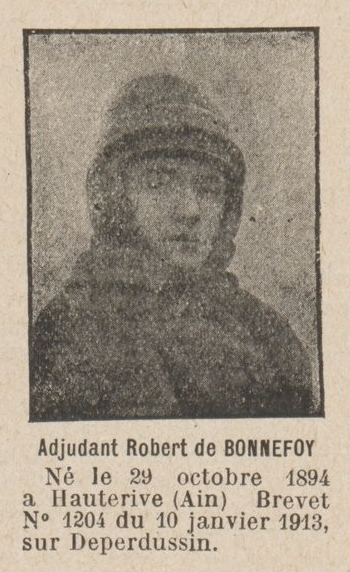
Robert de Bonnefoy en tenue de vol dans le numéro de lAérophile du 1er novembre 1916.

Le 12 avril, il parvient à rejoindre le groupe des divisions d'entraînement (GDE) d'où il est affecté à l'escadrille de chasse N68 (en), nouvellement créée et stationnée en Lorraine. Robert de Bonnefoy y reste peu de temps, puisqu'il est transféré le 25 mai 1916 à l'escadrille N65 (en), basée dans le secteur de Verdun et qui compte dans ses rangs Charles Nungesser. Le 2 juillet 1916, Robert de Bonnefoy remporte sa première victoire aérienne en abattant un avion allemand au-dessus de Samogneux, à une dizaine de kilomètres au nord de Verdun,.
Cinq jours plus tard, le 7 juillet, l'escadrille N65 est déplacée à Cachy, dans la Somme, pour soutenir la bataille en cours. Robert de Bonnefoy est promu adjudant le 16 juillet. Les Français font face à des adversaires allemands largement supérieurs en nombre, mais ce désavantage permet à certains pilotes, comme Robert de Bonnefoy, d'accumuler rapidement les victoires. Le 27 juillet, il abat au moins un avion allemand au-dessus de Brie et déclare en avoir abattu un autre, pour lequel il n'est pas crédité. Avant la fin du mois de juillet, mais à une date indéterminée, il déclare en avoir abattu un autre, qui ne lui est pas non plus crédité. Le 3 août 1916, il remporte sa troisième victoire, mais est légèrement blessé au bras par un éclat d'obus en attaquant un ballon d'observation à basse altitude.
Robert de Bonnefoy est rapidement de retour au combat puisqu'il abat un LVG C au-dessus de Marchélepot le 23 août 1916,. Cependant, le lendemain dans la matinée, Robert de Bonnefoy est abattu au cours d'un combat aérien au-dessus de Combles et son chasseur Nieuport termine sa chute dans des tranchées britanniques. Physiquement, Robert de Bonnefoy n'est pas gravement touché (quelques blessures au visage et à la poitrine). Mais il apparaît plus tard que cet évènement a durement affecté sa santé mentale : il souffrira toute sa vie de cyclothymie, un trouble de l'humeur caractérisé par une alternance très rapide de phases euphoriques et dépressives. Après une convalescence de deux semaines lors de laquelle il est décoré de la médaille militaire, Robert de Bonnefoy réintègre son escadrille le 8 septembre 1916. À partir de cette période, il est victime d'une angoisse plus intense que celle des autres pilotes à l'idée de voler.
Figurant parmi les meilleurs pilotes de son escadrille avec Charles Nungesser, Robert de Bonnefoy est l'un des premiers à recevoir un SPAD S.VII. Aux commandes de son nouvel appareil il revendique trois victoires le 1er novembre 1916, mais aucune n'est certifiée. Trois jours plus tard, il devient un as en abattant son 5e avion en collaboration avec un autre pilote français . Cette cinquième victoire lui vaut une citation dans le communiqué aux armées le 13 novembre. Cependant, ses conditions physiques et mentales se dégradent. A la fin de l'année 1916 il signale souffrir de points noirs dans son champ de vision et vole peu . Promu sous-lieutenant le 4 avril 1917, Robert de Bonnefoy est affecté à partir du 26 mars à l'escadrille N84 (en), stationnée dans l'Oise .

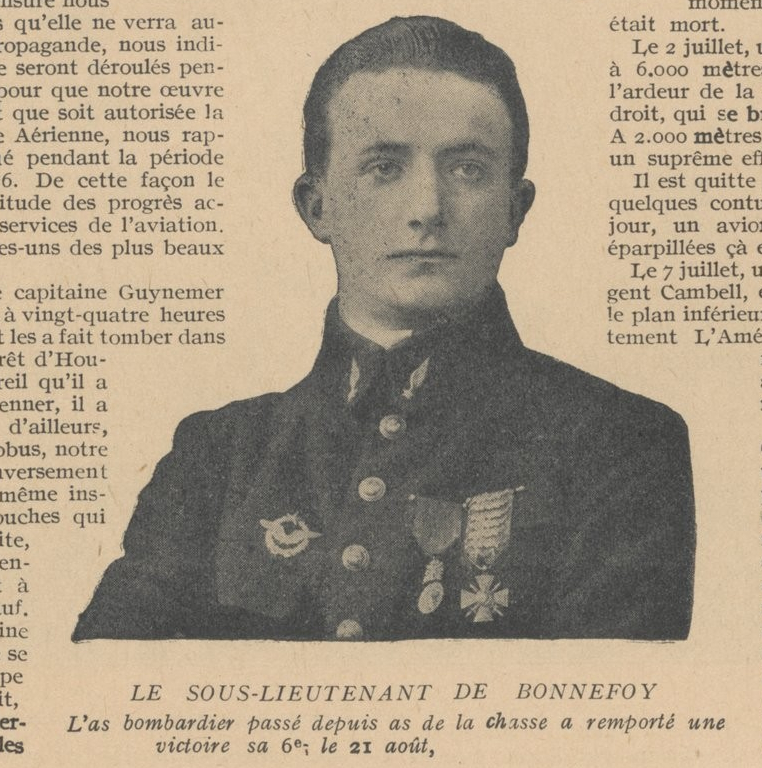
Robert de Bonnefoy dans le numéro de la Guerre aérienne illustrée du 13 septembre 1917.

Au printemps 1917, il traverse une phase dépressive au cours de laquelle il se sépare de sa fiancée. Son état s'améliore pendant l'été, lors duquel il est fait chevalier de la Légion d'honneur le 10 juillet . Le 21 août, il remporte sa sixième et dernière victoire en abattant un avion de chasse allemand, au-dessus de Consensoye, au nord de Verdun .
Robert de Bonnefoy reste à l'escadrille N84 jusqu'au 12 novembre 1917, date à laquelle il part en permission . Le 29 novembre, il entre à la maison médicale de Viry-Châtillon pour une longue période, lors de laquelle il épouse Aline Millevoye, la fille d'un avocat lyonnais . Il revient brièvement au front, au sein de l'escadrille SPA15 (en) entre le 16 et le 21 avril 1918 avant d'être envoyé s'entraîner au pilotage de bombardiers puis d'être muté le 15 mai à l'aérodrome de Saint-Cyr pour y diriger un atelier de réparation . Ces mutations s'expliquent par son instabilité psychologique, qui entraîne également la détérioration de ses relations avec son épouse : il vit séparé d'elle au bout de quelques mois de mariage .
Robert de Bonnefoy retourne au front le 4 septembre 1918 à l'escadrille SPA23 (en), mais ne vole pas, sur ordre de son supérieur, qui cherche à le faire transférer ailleurs en raison de ses problèmes psychologiques persistants. Il termine la guerre au sein de cette escadrille .

### Fin de carrière militaire
Après l'armistice du 11 novembre 1918, Robert de Bonnefoy reste dans l'armée et est promu lieutenant le 25 décembre 1918. Après un bref passage au Maroc entre février et mai 1919, il se porte volontaire pour participer à l'intervention en Sibérie, qu'il ne rejoint finalement pas .
Après un passage en Lorraine en 1919-1920, il demande à être muté en Syrie, d'où il rentre pour raison de santé le 20 décembre 1920, seulement deux mois après son arrivée . Il est alors atteint de dépression et de psychasthénie. Il passe quelques mois au repos dans le sud de la France et à Divonne-les-Bains avant de reprendre un poste militaire le 5 avril 1921 au 2e régiment d'aviation de chasse de Strasbourg. En octobre de la même année, Robert de Bonnefoy participe à des manœuvres lors desquelles il effectue de nombreux vols de nuit. Ces derniers lui causent de graves troubles du sommeil et le font replonger dans ses troubles psychiatriques. Il est muté pour raison disciplinaire en février 1923 au 1er régiment d'aviation de Thionville après s'être battu en duel avec un autre officier. Il regagne son régiment initial à la fin de l'année après des mois marqués par une mauvaise intégration dans son unité et des disputes régulières avec son père, devenu colonel de cavalerie.
En avril 1924, Robert de Bonnefoy est interné pour la première fois en hôpital psychiatrique pendant quelques mois pour ce que les médecins de l'époque qualifient de « grave accès maniaque ». Il gravit cependant les échelons de son régiment, jusqu'à commander un groupe d'aviation avec le grade de capitaine en 1926. Le 23 décembre 1927, il est promu officier de la Légion d'Honneur. Toujours à cette période, la situation de son couple s'améliore et sa femme Aline donne naissance à une fille.
Cependant, en octobre 1929, Robert de Bonnefoy est arrêté pour avoir frappé un vieil homme dans un accès de démence lors d'une permission à Paris. Cette affaire entraîne un deuxième placement en hôpital psychiatrique. L'armée juge alors nécessaire de le placer dans un poste où il n'aura aucun effort physique ou intellectuel à produire. En mai 1930, il est détaché au service historique de l'armée. L'année suivante, il est interné une troisième fois, ce qui entraîne sa mise en retraite par l'armée le 7 décembre 1931.

### Fin de vie
Robert de Bonnefoy reste cependant officier de réserve jusqu'en 1934, lorsqu'il est définitivement réformé pour « psychose maniaque, dépression chronique en phase cyclothymique » après un quatrième internement psychiatrique. Deux autres surviennent en 1936 et 1938. Malgré sa santé mentale, Robert de Bonnefoy est rappelé au service actif le 2 septembre 1939 avant d'être renvoyé chez lui deux mois plus tard. Il est décrit comme « déprimé, asthénique, plein de remords et suicidaire » par une commission médicale en mai 1940. Il passe ensuite toute la Seconde Guerre mondiale dans sa propriété du Jura.
C'est là que Robert de Bonnefoy meurt par noyade le 27 septembre 1946 au cours d'une baignade dans l'Ain, à l'âge de 51 ans.